# Wild Life
Wild Life (укр. Дике життя або укр. Життя природи) — третій студійний альбом британського музиканта Пола Маккартні й дебютний альбом його гурту Wings, заснованого влітку 1971-го. Вийшов у грудні 1971-го на ім'я Wings Wild Life.

## Історія запису
Натхненні прикладом Боба Ділана (який нещодавно записав платівку лише за два тижні), музиканти записували кожну пісню за один-два дублі, намагаючись надати альбомові невимушеності, безтурботності й розкутості, зробити звучання природним і «сирим». Таким способом матеріал для всієї платівки був підготовлений за три дні. Усі пісні (крім «Love Is Strange») було написано Полом в співавторстві з Ліндою Маккартні.
Альбом примітний тим, що його автором указано лише гурт Wings; крім того, на його конверті не зазначено склад гурту — отже диск був певною мірою анонімним. Цей ризикований з комерційного боку хід свідчив про прагнення Пола створити повноцінний ансамбль, у якому він був би не солістом, а одним з учасників.
Відгуки критиків були досить негативними — матеріал здався їм недоробленим, легковажним і позбавленим смаку. Невдоволення викликали й «аматорські» музичні здібності Лінди, яка, не маючи практично ніякого музичного досвіду, за наполяганням Пола брала участь у діяльності гурту. При цьому диск потрапив у десятку хіт-парадів Британії і США (в Штатах він також досяг золотого статусу).

## Список композицій
Усі пісні написано Полом і Ліндою Маккартні, крім спеціально позначених.

### Сторона 1
1. Mumbo — 3:53
2. Bip Bop — 4:09
3. Love Is Strange (Бейкер, Сміт) — 4:49
4. Wild Life — 6:39

### Сторона 2
1. Some People Never Know — 6:36
2. I Am Your Singer — 2:13
3. Bip Bop Link — 0:48
  - Інструментальна композиція
4. Tomorrow — 3:23
5. Dear Friend — 5:46
  - Адресована Джону Леннону
  - Записано в листопаді-грудні 1970 у Нью-Йорку, під час сесії запису альбому Ram.
6. Mumbo Link — 0:45
  - Інструментальна композиція

### Бонус
Додаткові композиції з перевидання 1993-го року:
1. Give Ireland Back to the Irish — 3:46
  - З дебютного синглу Wings.
  - Трансляция пісні на Бі-бі-сі була заборонена через її політичний зміст.
  - Брат Генрі Маккаллока, гітариста гурту (з 1972) й ірландця за походженням, був побитий бандитами через те, що Генрі брав участь у запису цієї пісні.
2. Mary Had a Little Lamb — 3:34
  - Пісня з другого синглу Wings.
3. Little Woman Love — 2:11
  - Уперше вийшла на звороті синглу Wings «Mary Had a Little Lamb».
4. Mama's Little Girl — 3:41
5. Oh Woman, Oh Why — 4:34
  - Уперше вийшла на звороті синглу Пола й Лінди Маккартні «Another Day».

## Учасники запису
- Пол Маккартні — вокал, гітара, бас-гітара, фортепіано, клавішні, перкусія.
- Лінда Маккартні — фортепіано, клавішні, вокал
- Денні Лейн — гітара, бас-гітара, клавішні, вокал, перкусія
- Денні Сайвелл — ударні, перкусія
- Алан Парсонс — звукоінженер.